# 山村輝治
山村 輝治（やまむら てるじ、1957年1月28日 - ）は、日本の実業家。株式会社ダスキン代表取締役社長を経て、同社代表取締役会長。

## 人物・経歴
大阪府大阪市出身。大阪市立桜宮中学校在学中、松本竜助とダブルスのペアを組んで卓球に打ち込んだ。その後親の反対を押し切り卓球の名門校興國高等学校に進学したものの、レベルの違いを感じ、肩を痛めたこともあり、同志社大学等からの誘いを断り、卓球をやりながら教員を目指すため推薦入学で大阪体育大学体育学部に進学し1979年卒業。
大学4年のときに佛教大学の通信教育で小学校2級免許を取得。大学卒業後は2年半小学校講師を務めたが、日本教職員組合の締め付けに辟易し、小学校を辞めて高校生の卓球指導をしたいと考えるようになる。代わりに1982年ダスキンに入社し女子卓球部コーチに就任。しかし1997年に休部となり、高校から使っていたラケット以外の卓球用品を全て処分し卓球と決別した。
ダスキンで訪問販売の営業を経て、最年少で部長に昇格。2004年には最年少で取締役となり、クリーンサービス事業本部副本部長に就任。2009年からダスキン代表取締役社長を務め、高齢化社会に対応した清掃事業や、新形態のミスタードーナツ店舗展開を進めるなどした。2022年ダスキン代表取締役会長。日本ダストコントロール協会理事長、ダスキン愛の輪基金理事長なども務めた。